# Cynorta limona
Cynorta limona is een hooiwagen uit de familie Cosmetidae.